# Выборы губернатора Алтайского края (2014)
Выборы губернатора Алтайского края прошли 14 сентября 2014 года в единый день голосования. Победу на них одержал действующий глава региона Александр Карлин, который набрал 72,97 % голосов.

## Муниципальный фильтр
Муниципальный фильтр на выборах в Алтайском крае оказался самый большой в стране. Кандидатам на пост губернатора Алтайского края
придется собирать 549 (7 %) заверенных нотариально подписей муниципальный депутатов. Введение «муниципального фильтра» в 7 % на пути выдвижения кандидатов в губернаторы Алтайского края с самого начала встретило противостояниение со стороны оппозиционных партий. Несколько раз представители системной оппозиции в краевом парламенте, в том числе и ЛДПР, пытались продавить законопроект, снижающий число необходимых подписей муниципальных депутатов до 5 % от их общего числа, но раз за разом эти поправки отвергались «Единой Россией». При этом реакция партий была разной: так «Справедливая Россия» заявила, что в любом случае сможет преодолеть этот барьер, а в КПРФ напротив, даже пригрозили бойкотом грядущей избирательной кампании.

## Список кандидатов
Всего документы подали десять человек. Из них в качестве кандидатов были зарегистрированы только пятеро.
В соответствии с Кодексом Алтайского края о выборах рабочая группа избиркома была обязана в течение 10 дней проверить достоверность предоставленных сведений о депутатах и главах, их подписей, содержащихся в листах поддержки, а также сведений о кандидатурах для наделения полномочиями члена Совета Федерации. Срок предоставления подписных листов в избирком — с 23 июля по 2 августа.
- 30 июля краевая избирательная комиссия зарегистрировала действующего губернатора Алтайского края Александра Карлина качестве кандидата на должность губернатора. Весь необходимый для регистрации пакет документов был сдан в избирком 23 июля.
- 1 августа документы в избирком сдал кандидат от ЛДПР Андрей Щукин. 9 августа Алтайская избирательная комиссия зарегистрировала Андрея Щукина кандидатом на пост главы Алтайского края.
- 2 августа в последний день приёма документов, ещё трое кандидатов сдали необходимые подписи — кандидат от КПРФ Сергей Юрченко, от «Справедливой России» Олег Боронин, от «Зелёных» Владимир Кириллов. Остальные участники Алексей Иванов («Молодая Россия»), Александр Милюков («Партия пенсионеров России»), Юрий Заугольников («Партия мира и единства»), Вячеслав Александров («Партия Великое Отечество») с документами до конца дня так и не явились, что автоматически вычеркивает их из избирательной кампании.[6]
- 11 августа Избирательная комиссия Алтайского края зарегистрировала ещё троих кандидатов Сергея Юрченко (КПРФ), Олега Боронина (Справедливая Россия) и Владимира Кириллова («Зелёные»).

| Кандидат                         | Год рождения | Должность (на момент выдвижения)                                                               | Партия                      | Статус                                  | Собрано подписей / Действительных |
| -------------------------------- | ------------ | ---------------------------------------------------------------------------------------------- | --------------------------- | --------------------------------------- | --------------------------------- |
| Александр Богданович Карлин      | 1951         | временно исполняющий обязанности губернатора Алтайского края                                   | Единая Россия               | Зарегистрирован                         | 576                               |
| Кириллов Владимир Викторович     | 1953         | Зав. лабораторией водной экологии Института водных и экологических проблем СО РАН              | «Зелёные»                   | Зарегистрирован                         | 576 / 572                         |
| Иванов Алексей Владимирович      | 1978         | Доцент кафедры конституционного и международного права АлтГУ                                   | «Молодая Россия»            | Утративший статус выдвинутого кандидата | -                                 |
| Милюков Александр Петрович       | 1949         | Секретарь регионального отделения «Партии пенсионеров России».                                 | «Партия пенсионеров России» | Утративший статус выдвинутого кандидата | -                                 |
| Юрченко, Сергей Иванович         | 1948         | депутат Государственной Думы                                                                   | КПРФ                        | Зарегистрирован                         | 574/570                           |
| Сарычев Алексей Николаевич       | 1956         | Заместитель генерального директора ООО «Институт Независимой экспертизы и права»               | «Гражданская Инициатива»    | Утративший статус выдвинутого кандидата | -                                 |
| Щукин Андрей Евгеньевич          | 1968         | депутат АКЗС, старший преподаватель кафедры «Права и политологии» в АлтГТУ им. И. И. Ползунова | ЛДПР                        | Зарегистрирован                         | 575/573                           |
| Боронин, Олег Валерьевич         | 1970         | и. о. главы Сибирского сельсовета Первомайского района Алтайского края                         | Справедливая Россия         | Зарегистрирован                         | 576/561                           |
| Заугольников Юрий Анатольевич    | 1964         | директор ООО «Рост»                                                                            | Партия Мира и Единства      | Утративший статус выдвинутого кандидата | -                                 |
| Александров Вячеслав Геннадьевич | 1974         | адвокат, член Адвокатской палаты Алтайского края                                               | Партия Великое Отечество    | Утративший статус выдвинутого кандидата | -                                 |